# OR10C1
 (avril 2019).
Le récepteur olfactif 10C1 est une protéine qui, chez l’homme, est codée par le gène OR10C1.
Les récepteurs olfactifs interagissent avec les molécules odorantes dans le nez pour déclencher une réponse neuronale qui déclenche la perception d'une odeur. Les protéines du récepteur olfactif appartiennent à une grande famille de récepteurs couplés aux protéines G (GPCR) issus de gènes à un seul exon codant. Les récepteurs olfactifs partagent une structure à 7 domaines transmembranaires avec de nombreux neurotransmetteurs et récepteurs d'hormones et sont responsables de la reconnaissance et de la transduction induite par la protéine G des signaux odorants. La famille des gènes du récepteur olfactif est la plus grande du génome. La nomenclature attribuée aux gènes et protéines du récepteur olfactif pour cet organisme est indépendante des autres organismes.

## Voir également
- Récepteur olfactif